# Air India

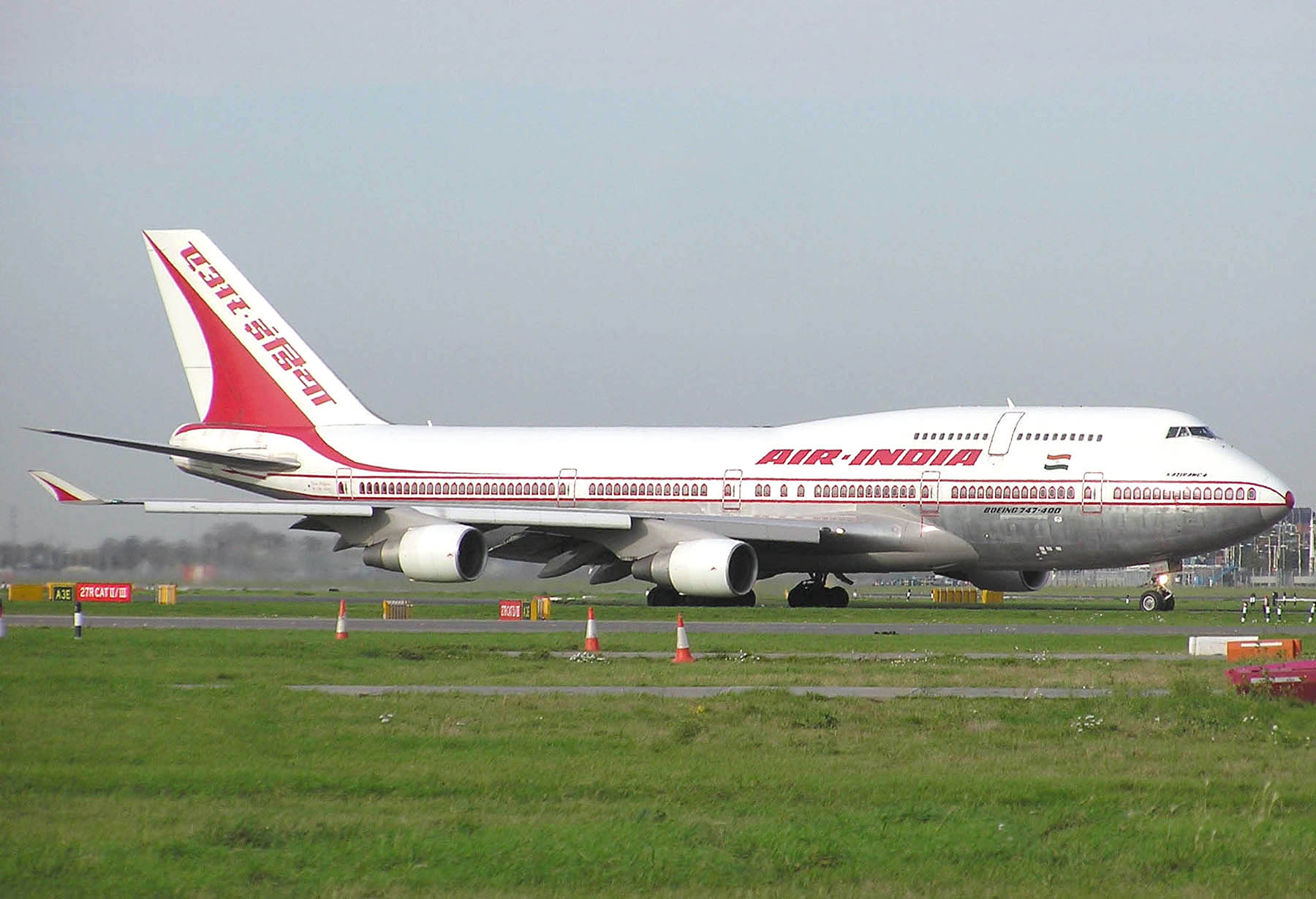
Air India Boeing 747-400

Air India (fostă Air-India, Hindu: एअर इंडिया) este linia aeriană națională a Indiei.